# Escalera de incendios

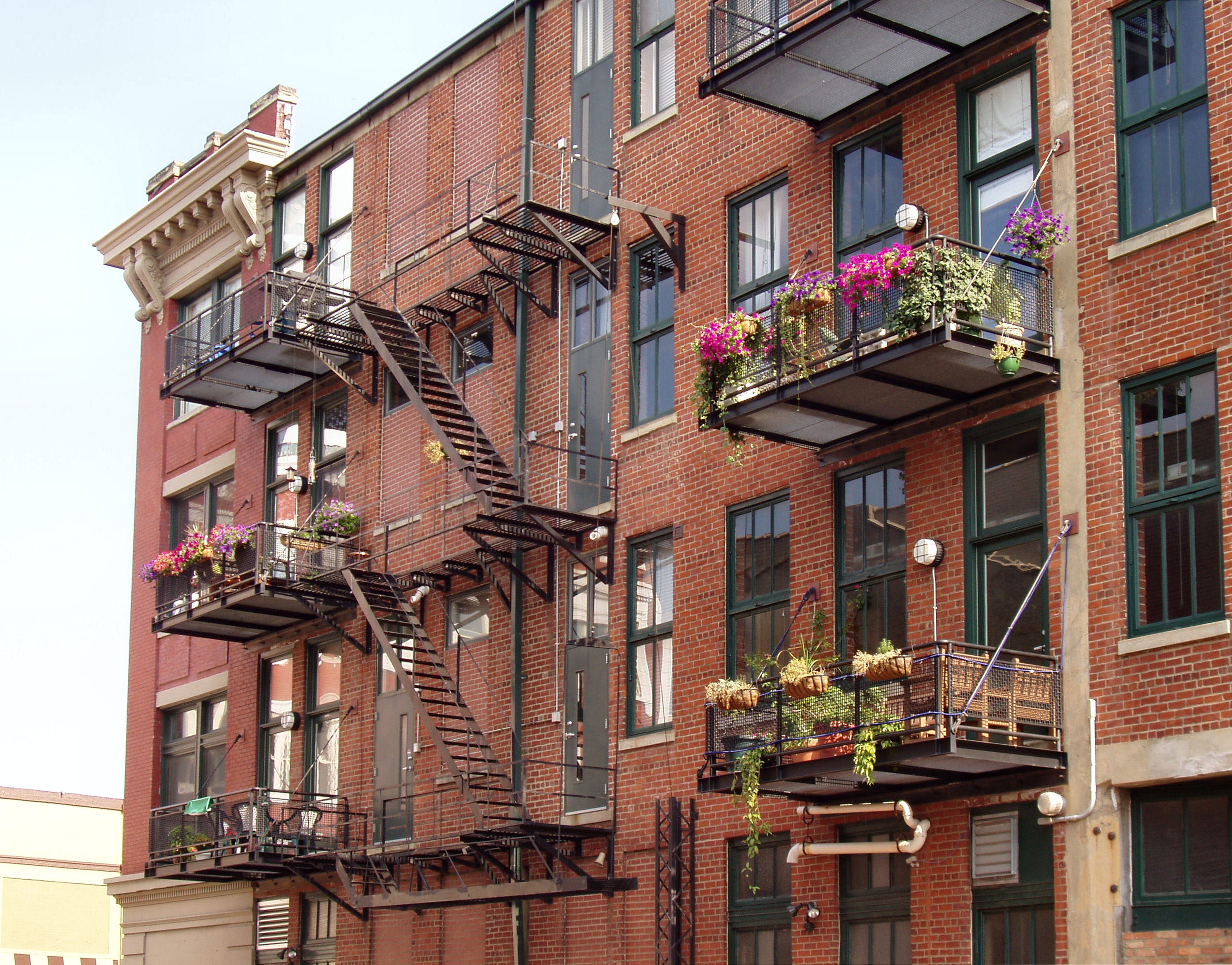
Escalera de incendios en la parte trasera de un edificio en Cincinnati. Este estilo es muy común en los EE. UU.

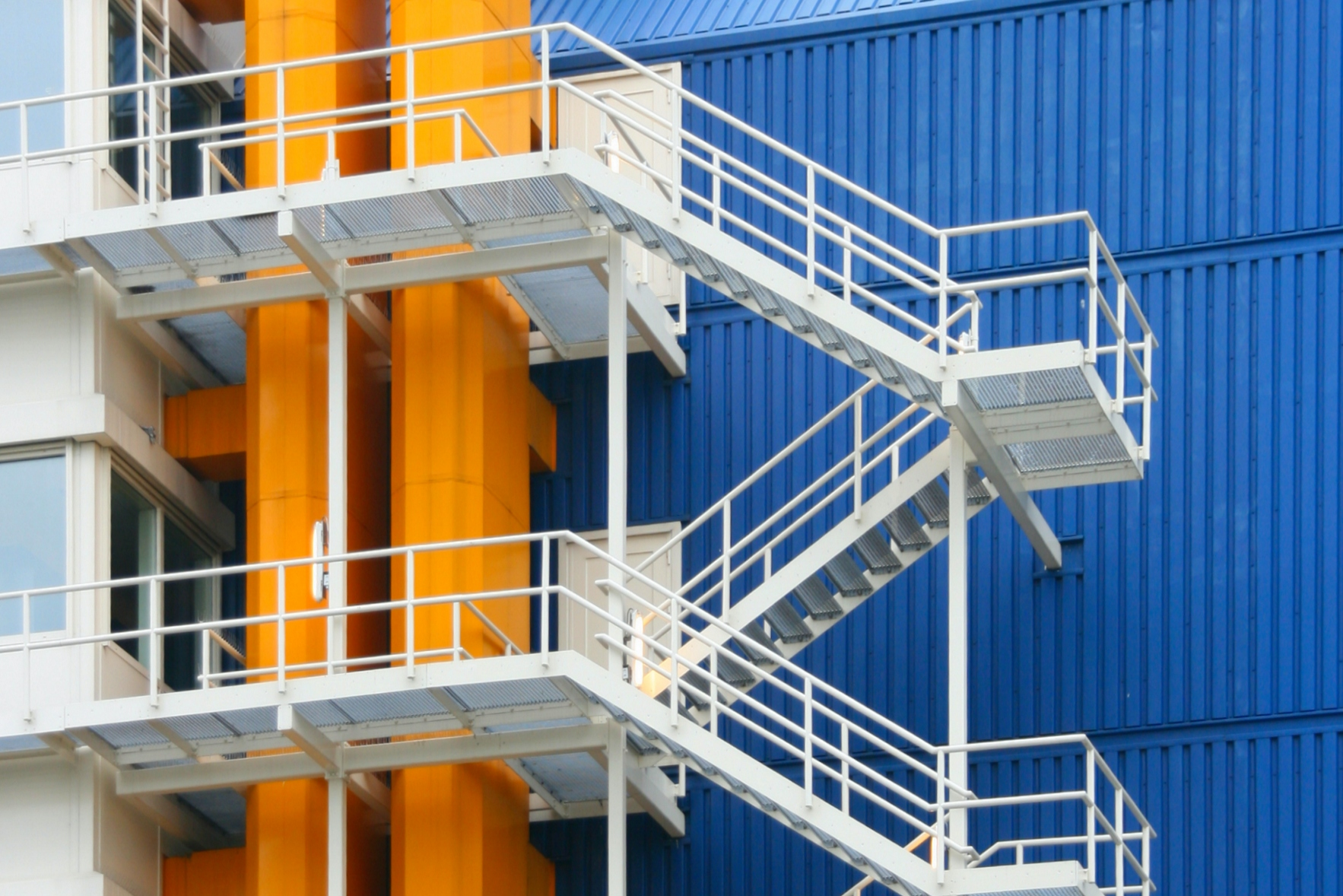
Escaleras de incendios en un edificio público contemporáneo en Holanda.

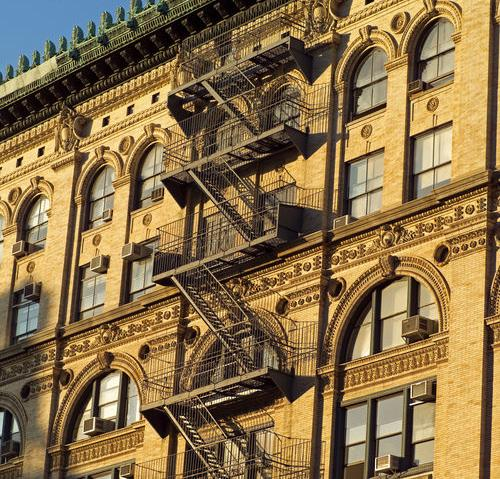
Escalera de incendios americana típica en una calle de Manhattan, Nueva York.

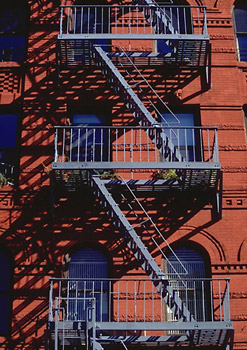
Escalera de incendios americana típica en una calle del SoHo, Manhattan, Nueva York.

Una escalera de incendios es un tipo especial de salida de emergencia, normalmente montado en el exterior de un edificio, o en ocasiones dentro pero separado de las áreas principales del edificio. Proporciona un método de evacuación en caso de incendio u otra emergencia que hace que las escaleras interiores de un edificio estén inaccesibles. Las escaleras de incendios más comunes se encuentran en edificios residenciales de varios pisos, tales como edificios de apartamentos. Constituyen un aspecto muy importante de la seguridad contra incendios para toda construcción en las zonas urbanas.

## Estructura
Una escalera de incendios se compone de una serie de plataformas horizontales, una en cada planta de un edificio, conectadas con escaleras. La plataforma y escaleras son normalmente estructuras abiertas con enrejado de acero, para evitar la acumulación de hielo, nieve y hojas. Se añaden barandillas en cada uno de los niveles, pero como están diseñadas solo para casos de urgencia, estos pasamanos a menudo no es necesario que cumplan con los mismos estándares de seguridad que en otros contextos. La escalera puede estar fija desde el nivel más bajo a la tierra, pero más comúnmente se compone hacia abajo de una bisagra o se desliza hacia abajo a lo largo de unos carriles. Los diseños móviles permiten a los ocupantes alcanzar el suelo en caso de un incendio de forma segura, pero impedir que otras personas accedan a la escalera desde el terreno (para prevenir intentos de robo o vandalismo).
Las salidas desde el interior de un edificio hacia la escalera de incendios suelen ser por una puerta de salida de incendios, aunque en algunos casos la única salida es a través de una ventana. Cuando hay una puerta, a menudo está equipado con una alarma de incendios para evitar otros usos y para prevenir la entrada no autorizada. Como muchas salidas de incendios, fueron construidas antes de la llegada de las alarmas electrónicas contra incendios. Los edificios antiguos han necesitado a menudo ser reequipados con alarmas para este propósito.
Una forma alternativa de escape rápido al fuego desarrollado a principios de 1900 fue un tubo largo de tejido suspendido por debajo de un gran embudo fuera de la ventana de un edificio alto. Una persona puede escapar del fuego deslizándose por el interior del tubo y puede controlar la velocidad de descenso presionando hacia afuera en las paredes del tubo con sus brazos y piernas. Este tubo de escape puede ser rápidamente desplegado desde una ventana y colgado hasta el nivel de la calle, aunque eran muy grandes y voluminosos para ser almacenados dentro del edificio. Modernamente, este sistema se emplea usando materiales ignífugos para el tejido del tubo.

## Historia
Una de las primeras salidas de incendios de cualquier tipo fue inventada en la Inglaterra del siglo XVIII. En 1784, Daniel Maseres, de Inglaterra, inventó una máquina llamada un escape de fuego, que, siendo atada a la ventana, permitiría a cualquier persona descender a la calle sin lesión. En 1888, los Estados Unidos habían concedido 1100 patentes sobre salidas y escapes de incendios de «muchas formas y de cada material posible».
Los códigos de construcción se hicieron más estrictos en muchos países durante todo el siglo XX. La seguridad contra incendios se convirtió en una preocupación importante para toda nueva construcción. Los propietarios de edificios estaban cada vez más preocupados a la hora de proporcionar las rutas de escape adecuadas, y en aquel momento, las escaleras de incendio parecían la mejor opción disponible. No solo podían incluirse en toda nueva construcción a un bajo costo, sino también añadirse fácilmente a las construcciones existentes. En muchos centros urbanos, toda nueva construcción por encima de un cierto número de plantas era necesario que tuviera una salida de incendios a lo largo de gran parte del siglo XX.
Sin embargo, con la expansión urbana y el aumento en la cantidad de construcciones a mediados del siglo XX, especialmente el aumento de viviendas públicas en las principales ciudades en los Estados Unidos y Europa en la década de 1950 y 1960, ciertos problemas con las escaleras de incendios quedaron claros. En las zonas más pobres de las ciudades como Chicago y Nueva York, las salidas de incendios eran usadas para todo, menos para su finalidad.
En los meses calurosos de verano, los residentes de edificios de apartamentos de mediana altura dormían fuera en las plataformas de sus escaleras de incendios. Esta situación desencadenó la premisa de la trama del cuento de 1947 de Cornell Woolrich The Boy Cried asesinato sobre un chico en una escalera de incendios que una noche es testigo de un asesinato en un apartamento vecino; esta historia fue filmada como el thriller de suspense (1949) de la ventana.
La práctica de dormir sobre escaleras de incendio puede también verse en la película de 1954 de Alfred Hitchcock La ventana indiscreta (Rear Window), también basada en un cuento de Woolrich, así como la fotografía del Weegee de Lower East Side. Las sombras diagonales de escaleras de incendio fue un motivo constante en el cine negro, y la escena del balcón de Romeo y Julieta se incorporó a una escalera de incendios para el musical West Side Story.
El fotógrafo estadounidense de Boston Herald Stanley J. Forman ganó un premio Pulitzer en 1976 por su potente foto de dos personas desplomándose de una escalera de incendio defectuosa durante un incendio en Boston en 1975, y la imagen, controvertida e inolvidable, provocó unos códigos de seguridad de incendios más estrictos en varios Estados de Estados Unidos.
La gente usaba las escaleras de incendios como balcones para montar fiestas. En algunos casos, el exceso de peso ha causado
que cedan escaleras de incendios, como se demostró durante un incidente en Chicago en 2003. Además, las escaleras de incendios se han mostrado inadecuadas para técnicas modernas de construcción de rascacielos. Hoy en día, escaleras de incendios exteriores son cada vez menos comunes en nuevas construcciones.